# Espéraza
Espéraza är en kommun i departementet Aude i regionen Occitanien  i södra Frankrike. Kommunen ligger  i kantonen Quillan som ligger i arrondissementet Limoux. År 2022 hade Espéraza 1 695 invånare.

## Befolkningsutveckling
Antalet invånare i kommunen Espéraza
Referens: INSEE